# Cattedrale di Turku
La cattedrale di Turku (in finlandese: Turun tuomiokirkko; in svedese: Åbo domkyrka) è la cattedrale luterana evangelica di Turku, in Finlandia, ed è la sede dell'arcidiocesi di Turku.

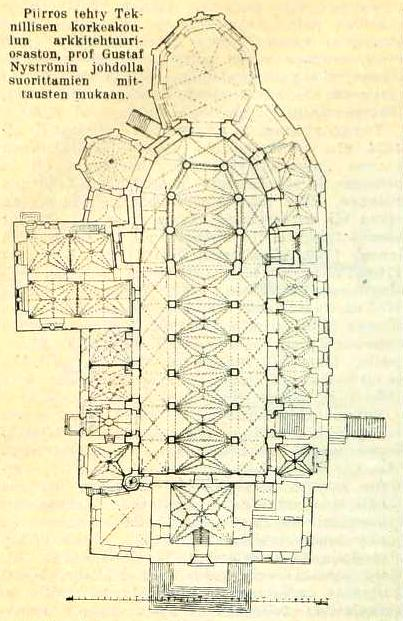
Pianta della cattedrale

## Storia
Alla fine del XIII secolo fu costruita una chiesa in pietra sul luogo di una precedente chiesa di legno. La nuova chiesa fu consacrata cattedrale della Beata Vergine Maria e di Sant'Enrico, primo vescovo della Finlandia. L'edificio era più piccolo dell'attuale e il suo confine occidentale era in corrispondenza del pulpito mentre la volta era molto più bassa dell'attuale. L'edificio sarà poi ampliato nel corso di tutto il Medioevo e rimase la cattedrale dell'antica diocesi di Åbo che comprendeva tutta la Finlandia.
Nel XIV secolo è costruito un nuovo coro e sono stati realizzati i pilastri di stile gotico ottagonale del coro attuale. In questa fase l'altare maggiore si trovava di fronte ai pilastri orientali della navata. Nel XV secolo vengono aggiunte sul lati nord e sud della navata delle cappelle laterali dedicate a vari santi. Nella seconda metà del secolo la volta è rafforzata e raggiunge un'altezza di 24 metri.
All'inizio della dell'era moderna cattedrale aveva acquisito la sua forma attuale. L'unico cambiamento significativo sarà il campanile, ricostruito più volte in seguito ad incendi, come nel 1827, quando il fuoco distrusse l'interno della torre e la navata. La torre attuale è stata ricostruita dopo il grande incendio, sorge a 101 metri sul livello del mare ed è divenuta con il tempo il simbolo della città.
All'interno la pala dell'altare maggiore raffigurante la Trasfigurazione di Cristo è stata dipinta nel 1836 da Fredrik Westin. Le altre pale d'altare, poste dietro l'altare e il pulpito, sono state realizzate nel 1830 da Carl Ludvig Engel. Le pareti e il soffitto sono decorati con affreschi in stile romantico di Robert Wilhelm Ekman. Questi affreschi raccontano la vita di Gesù e di due importanti eventi nella chiesa finlandese: il battesimo dei primi cristiani da parte del vescovo Enrico alla fonte Kupittaa e la presentazione di Michele Agricola della prima traduzione in finlandese del Nuovo Testamento al re Gustavo I di Svezia.
La Cattedrale ha tre organi. L'organo principale è stato prodotto da Veikko Virtanen Oy Espoo nel 1980.

## Galleria d'immagini

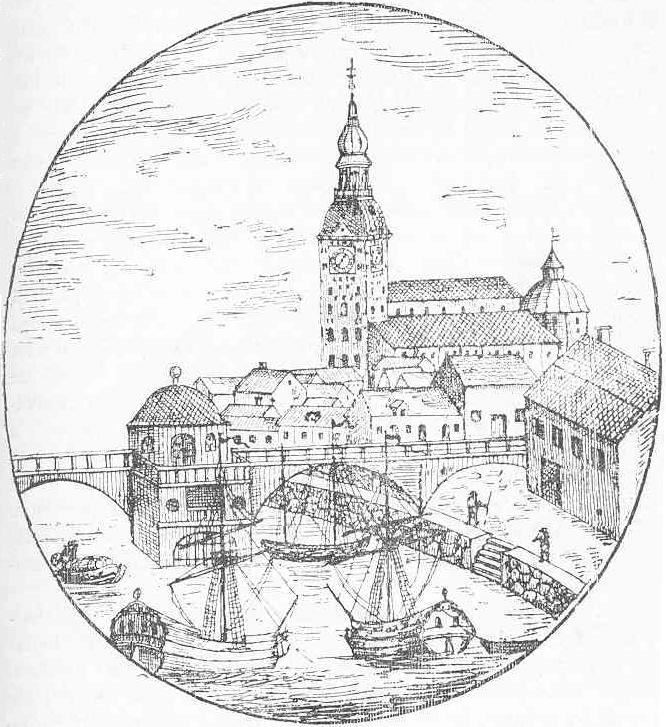
La chiesa prima del grande incendio
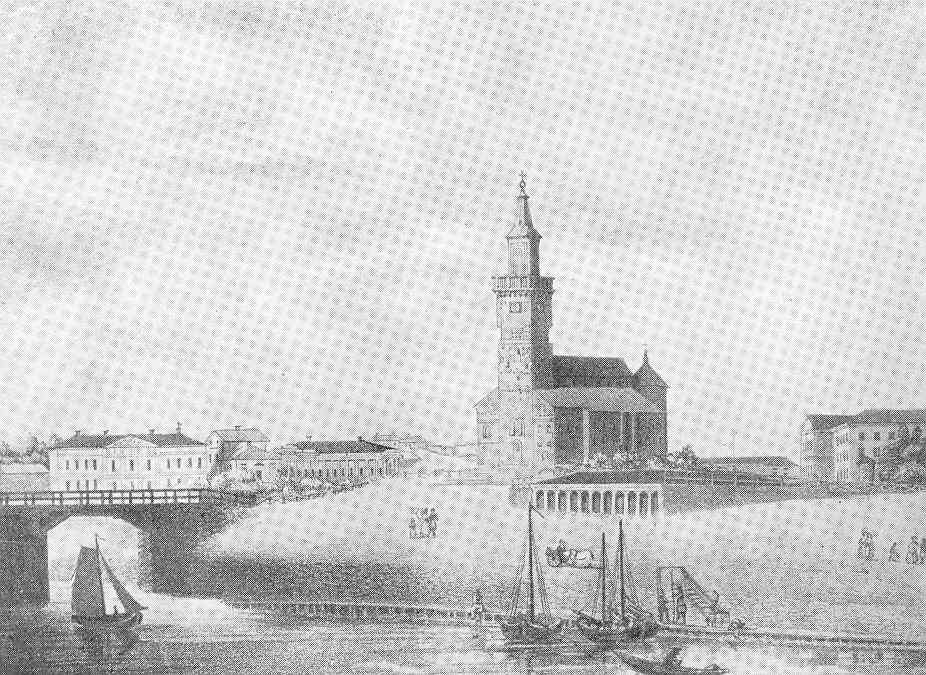
La chiesa nel 1841
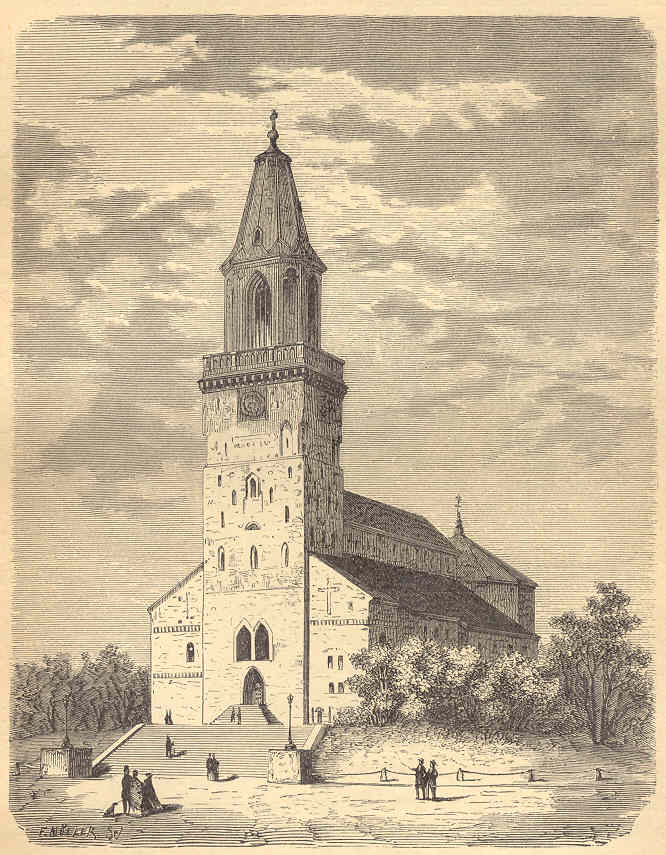
La chiesa nel 1889
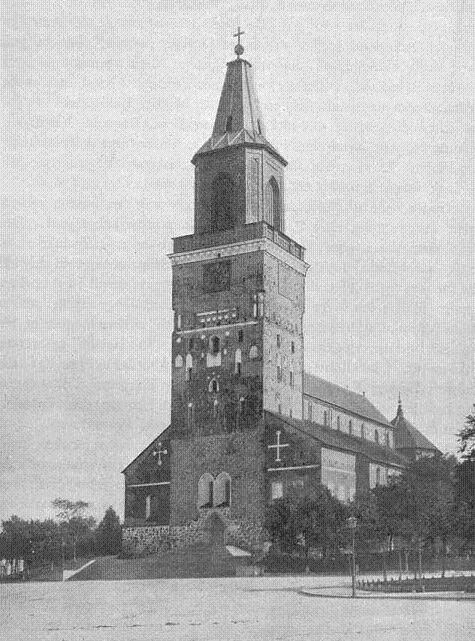
La chiesa nel 1900
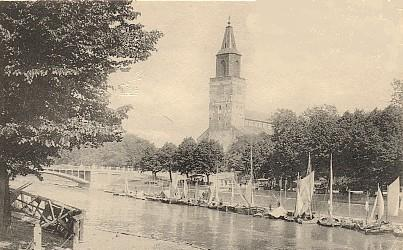
La chiesa e la riva del fiume Aura nel 1900
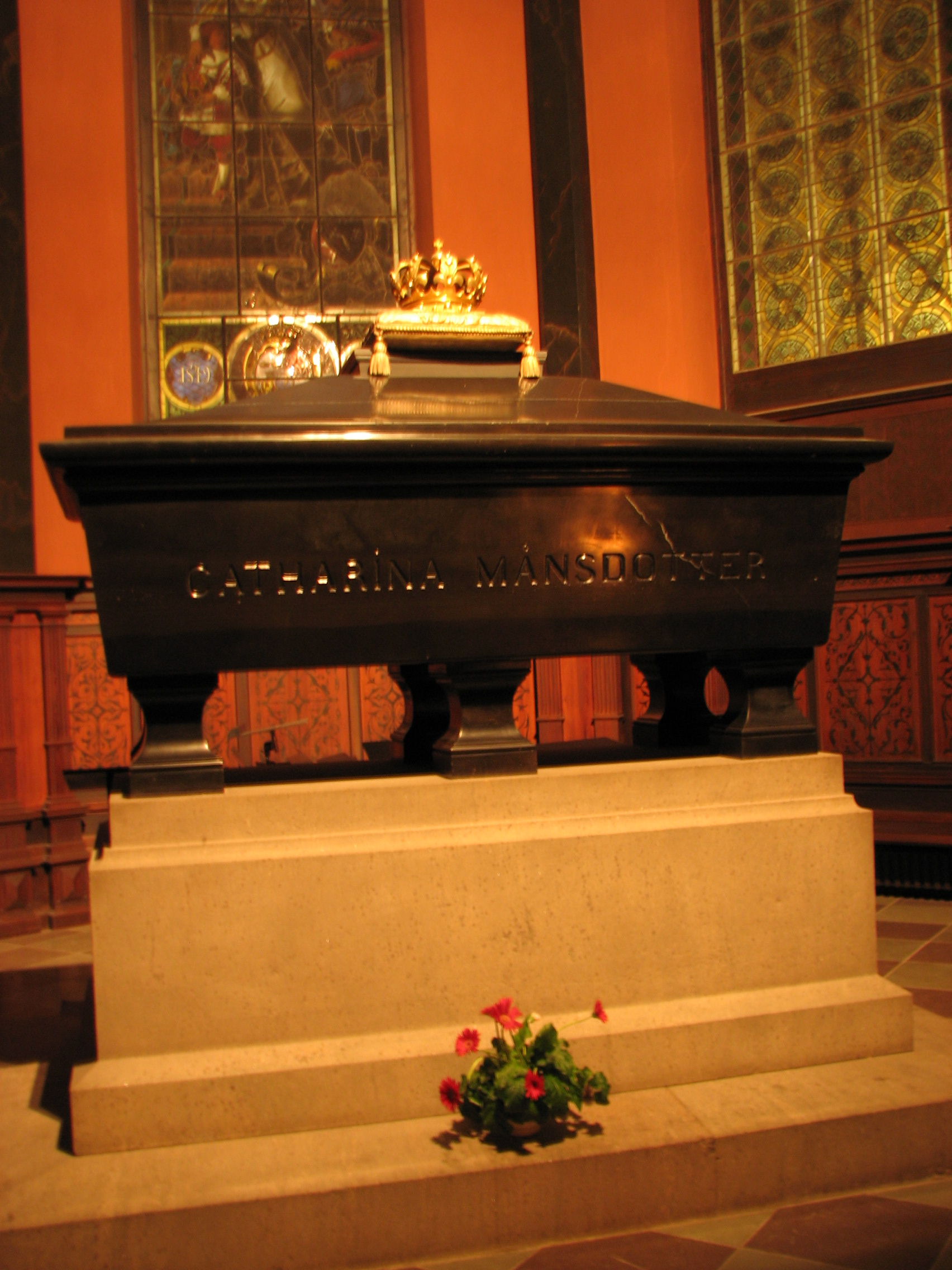
La sepoltura di Karin Månsdotter
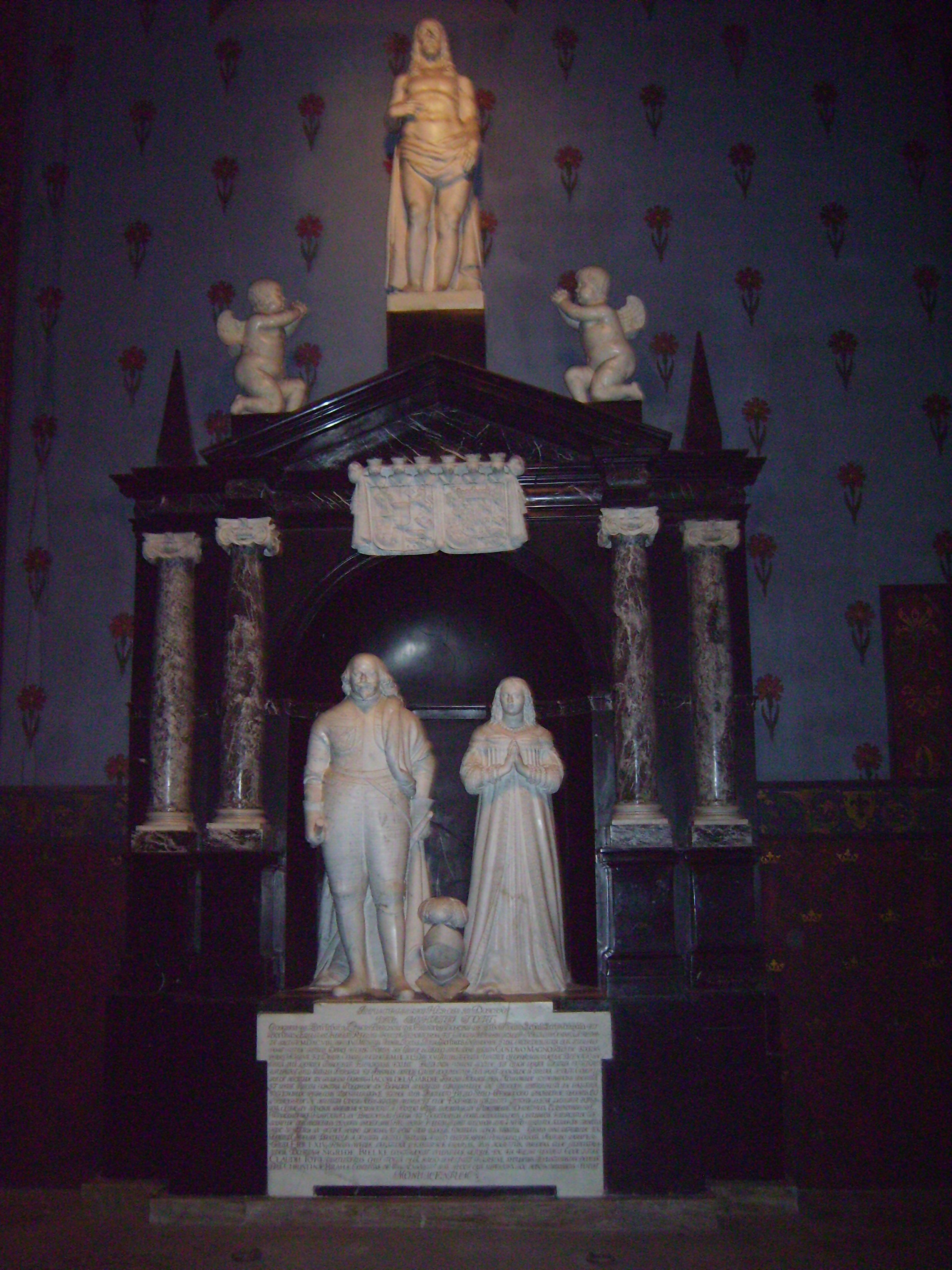
La sepoltura di Åke Tott
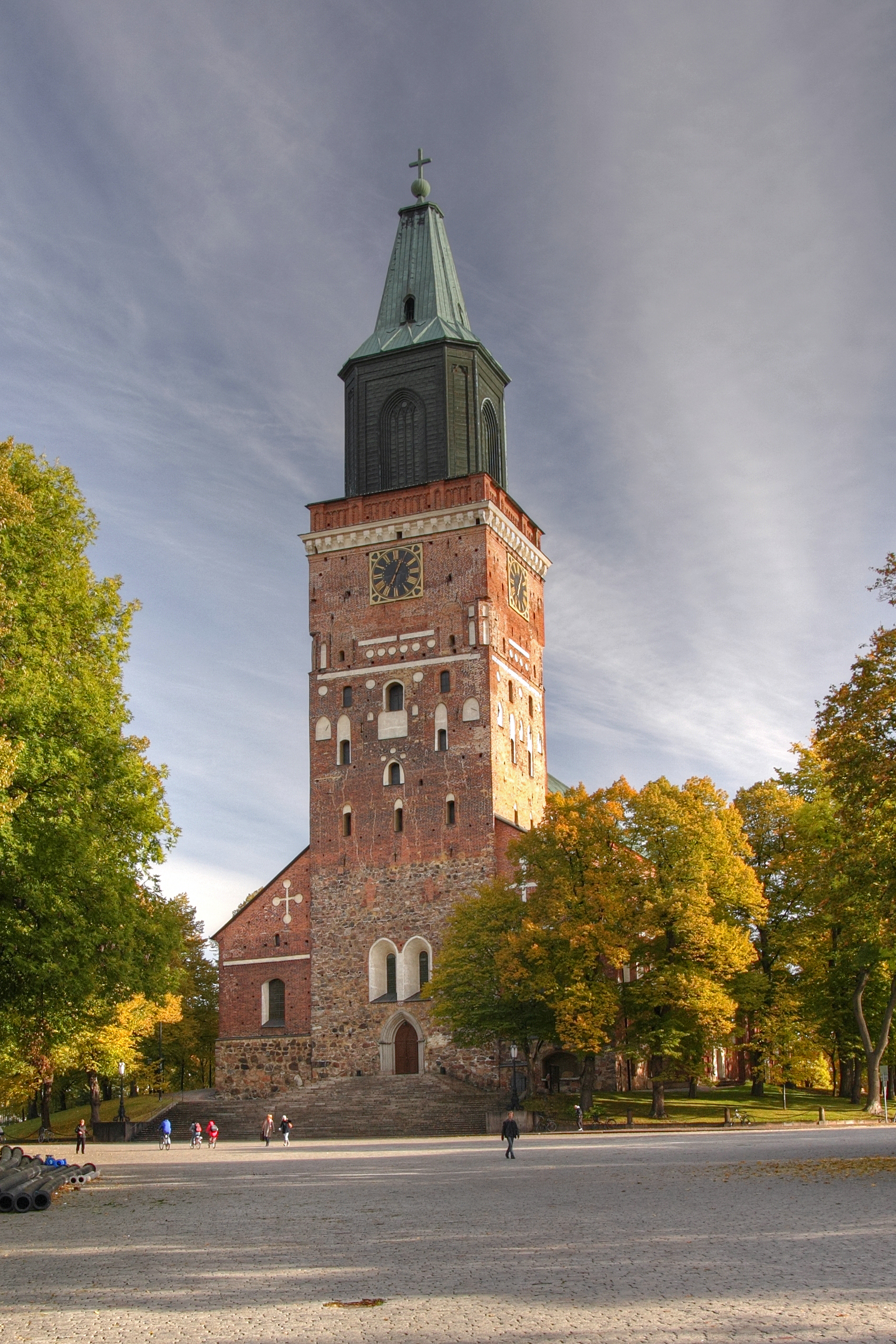
La chiesa nel 2009
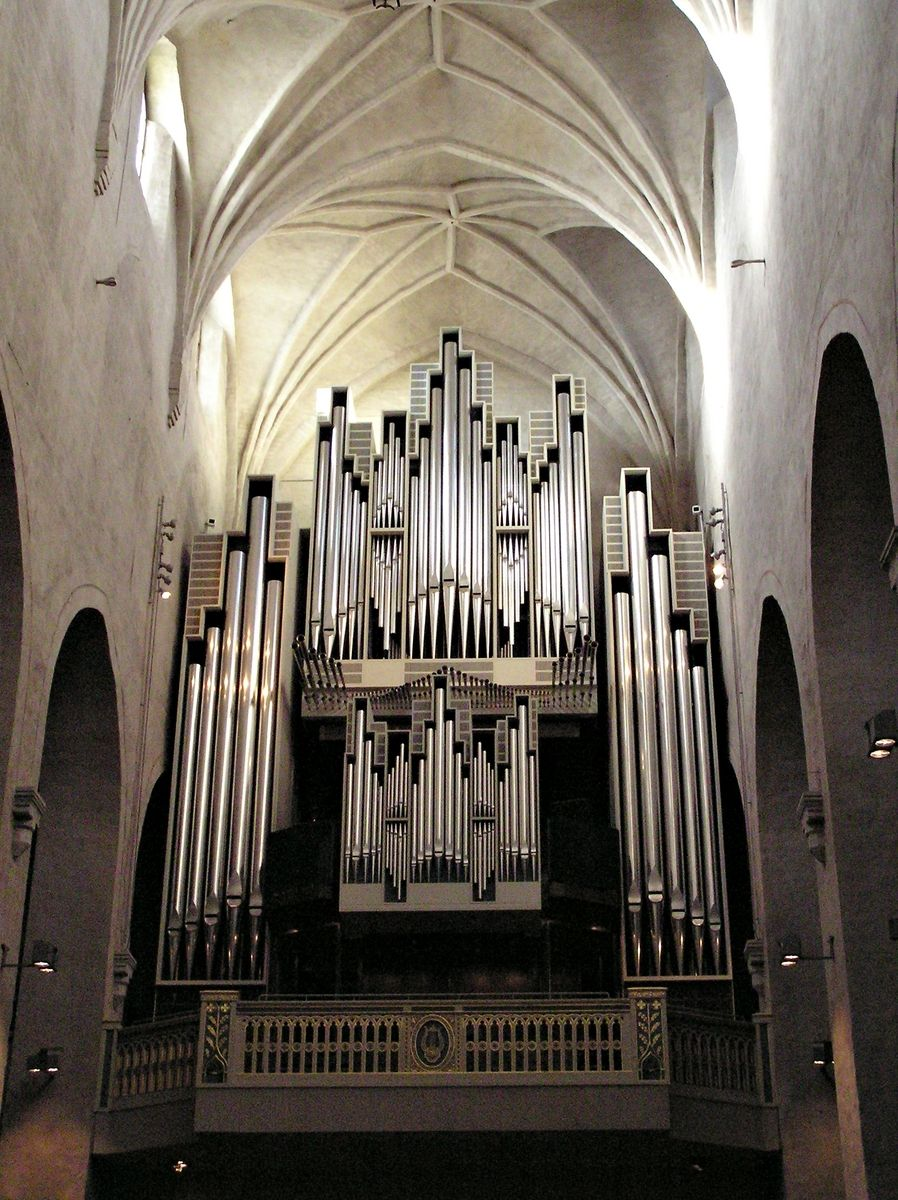
L'organo principale nel 1980
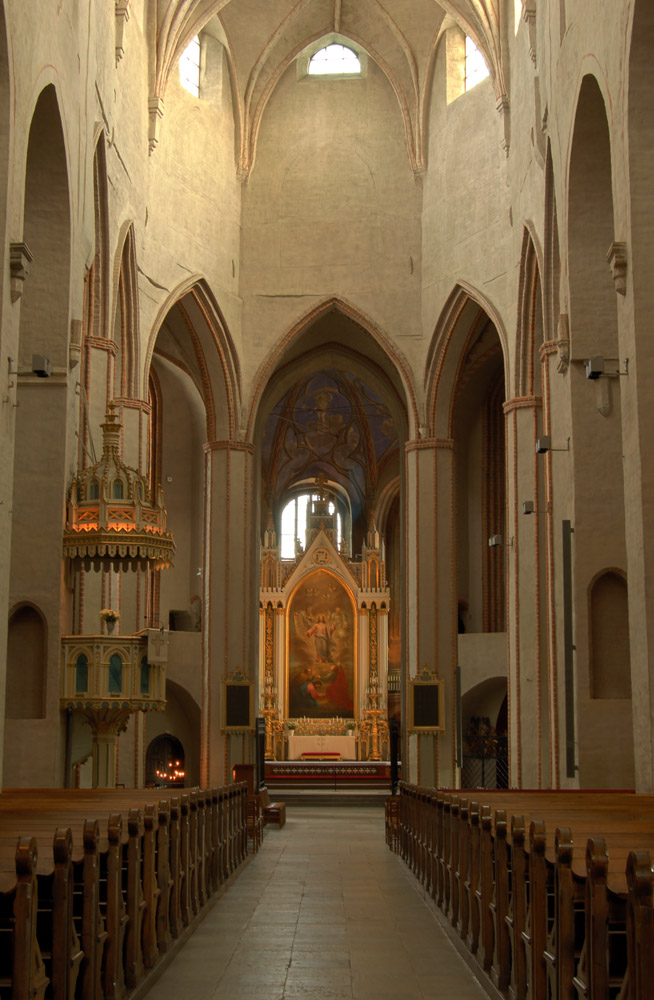
Interni